# 도치기현도 제100호선
100번 도치기현도(일본어: 栃木県道100号石橋停車場線→도치기현도 100호 이시바시 정차장선)는 도치기현 시모쓰케시 이시바시 일대 안으로 관통하고 있는 노선으로 지정되어 있었던 일반 현도 노선이다. 그러나 이 현도는 2013년 관리자가 시모쓰케시로 이관되면서 사실상 폐지되었던 것으로 드러나고 있다.

## 개요
4번 국도와 JR 이시바시 역 서쪽 출구를 서로 이어주는 도로로, 연결되어 있는 도로는 이시바시 역 앞 상가이다. 예전부터 이 역앞에서는 세븐일레븐 편의점이 있었지만 이미 철수된 상태이다. 그래서 이 도로는 2013년 관리 권한이 시모쓰케시에 완전히 이관되면서, 일반 현도로 더 이상 기능하지 않는 도로이기도 하다. 그래서 시정촌도와 동일하게 취급하는 도로이기도 하다.

### 노선 정보
해당 사항은 인정 폐지 시점 당시의 기준을 바탕으로 적용한다.
- 총 연장 : 0.187 km
- 실제 연장 : 0.187 km
- 기점 : 도치기현 시모쓰케시 이시바시 (이시바시 정차장)
- 종점 : 도치기현 시모쓰케시 이시바시 (이시바시 교차로 = 국도 제4호선과 도치기현도 제65호 가메마 시모쓰케 선[1]이 서로 교차함)
- 공식 인정 : 1961년 4월 1일
- 인정 폐지 : 2013년 12월 20일

## 통과하는 지자체
- 도치기현 : 시모쓰케시

## 연혁
- 1961년 4월 1일 : 형식상 일반 현도로 공인.
- 2013년 12월 20일 : 고시 개정에 따른 인정 폐지.

## 교통량
24시간 내내 차량 통행량 수는 2010년 당시의 기준을 바탕으로 할 때 시모쓰케시 이시바시 일대에서 1일 평균 2,678 대의 차량이 통행하고 있는 것으로 추정된다.

## 연선
- JR 우쓰노미야 선 (도호쿠 본선) : 이시바시 역
- 가이운지